# Таскудук (Алімтауський сільський округ)
Таскуду́к (каз. Тасқұдық) — село у складі Сариагаського району Туркестанської області Казахстану. Входить до складу Алімтауського сільського округу.
Населення — 256 осіб (2021; 275 у 2009, 325 у 1999, 474 у 1989).